# 휴대폰과 연결
휴대폰과 연결(이전 이름: 사용자 휴대폰)은 마이크로소프트가 안드로이드를 윈도우 10, 윈도우 11 장치에 연결하기 위해 개발한 소프트웨어이다. 윈도우 PC는 연결된 전화기에 있는 2000개의 최신 사진에 액세스하고 SMS 메시지를 보내고 전화를 걸 수 있다. 2018년 10월 10일 업데이트(1809)의 일부로, 기존의 전화 지원 앱을 대체한다. 전화기를 사용하여 안드로이드 기기의 화면을 미러링할 수도 있다. 그러나 이 기능은 현재 베타 버전이며 Windows와 연결 서비스가 있는 일부 삼성 기기에서만 사용할 수 있다. 이 앱은 또한 사용자들이 각 기기에서 동일한 복사 및 붙여넣기 단축키를 사용하여 안드로이드와 윈도우 기기로 복사된 텍스트와 이미지를 주고받을 수 있는 교차 장치 복사 및 붙여넣기 기능을 가지고 있으며, 이 기능은 현재 삼성 갤럭시 S20, S20+, S20 울트라, Z 플립과 함께 작동한다.

## 역사
2015년 5월 26일, 마이크로소프트는 PC를 윈도우 폰, 안드로이드, iOS 스마트폰에 연결하기 위한 레거시 폰 컴패니언 앱을 발표했다.
2018년 5월 7일 빌드 2018 행사에서 마이크로소프트는 사용자들이 자신의 PC를 사용하여 휴대폰의 최근 사진을 보고 SMS 메시지를 보낼 수 있는 Your Phone 앱을 선보였다.
MS는 삼성 갤럭시 노트10 출시 행사에서 블루투스로 PC에서 직접 전화를 받을 수 있는 '사용자 휴대폰' 기능을 추가로 선보였다. 이 기능은 2020년 2월 20일 모든 안드로이드 폰에서 사용할 수 있게 되었다.
2022년 4월네 사용자 휴대폰에서 휴대폰과 연결로 서비스명이 변경되었다.

## 같이 보기
- 액티브싱크
- 윈도우 모바일 장치 센터
- 윈도우 폰